# Markus Koch (Komponist)
Markus Koch (* 26. Juli 1879 in Vilshofen an der Donau; † 24. Oktober 1948 in Ingolstadt) war ein deutscher Komponist und Musikpädagoge.

## Karriere
Koch stammte aus einem musikbegeisterten Elternhaus, was wohl bestimmend dafür war, dass er seine Berufung als Musikerzieher so zielstrebig über die Straubinger Lehrerbildungsanstalt, den Volksschuldienst, als Akademieprofessor und Regierungsbeauftragter verfolgte. Die Begabung des jungen Lehrers wurde schon früh erkannt. Die Versetzung an eine Münchner Volksschule hatte zur Folge, dass der damalige Stadtschulrat Georg Kerschensteiner ihn zusammen mit seinem Kollegen Joseph Haas beauftragte, die städtische Fortbildungsschule für Musik einzurichten. Daneben studierte er an der Königlichen Akademie für Tonkunst und legte 1914 das Staatsexamen für höhere Schulen ab, das ihm dann den Aufstieg zum Studienrat am St.-Anna-Gymnasium ermöglichte.
1936 wurde er wegen der Angriffe des NS-Lehrerbundes durch das herrschende politische System aus seiner Stellung verdrängt. Er wirkte dann bis zu seiner Pensionierung 1938 in Freising an der Lehrerbildungsanstalt. Seine letzten Jahre verbrachte er in Ingolstadt, wo er den Grundstein für ein reges Konzertleben auf hohem Niveau legte. Die Stadt Ingolstadt hat eine Straße nach Markus Koch benannt. Markus Koch verstarb am 24. Oktober 1948 an einer Influenza und wurde auf dem Münchner Westfriedhof beigesetzt.

## Verdienste um die bayerische Schulmusik
1923 wurde Koch als Leiter der Abteilung Schulmusik an die Akademie der Tonkunst berufen, wo er ein umfassendes Lehrangebot für die praktische und theoretische Ausbildung der Schulmusikstudenten entwickelte. Er erweiterte auch die Ziele des Musikunterrichts in neuen Lehrplänen für Volks- und Realschulen, Gymnasien und Mädchenschulen. Mit Hilfe der menschlichen Stimme als Instrument baute Markus Koch in den Unterricht Elemente der Harmonie- und Formenlehre, der Werkbetrachtung und musikgeschichtliche wie auch musikästhetische Ansätze ein. Diese Lehrpläne waren notwendig, weil die Vorbildung der Musiklehrer sehr uneinheitlich war. Seiner Initiative ist nicht nur die den übrigen Lehrkräften an den höheren Schulen gleichwertige Ausbildung, sondern auch die berufsmäßige Gleichstellung des Schulmusikers zu danken. Höhepunkt seines Wirkens war die Reichsmusikschulwoche 1928 in München, die er organisierte und die zu einer eindrucksvollen Demonstration seiner Gedanken, Bestrebungen und Erfolge in der Neugestaltung der bayerischen Schulmusik wurde.

„Eine längst fällige Geschichte der Schulmusikerziehung in Bayern wird erst in vollem Umfang die Bedeutung eines Mannes zu würdigen haben, der zurecht den Ehrentitel ‚Vater der bayerischen Schulmusik‘ verdient.“

## Werk
Bewundernswert ist, dass bei dieser Arbeitsleistung sein kompositorisches Schaffen nicht zu kurz kam. Gediegene kirchenmusikalische Werke, feinsinnige Chormusik und gehaltvolle Spielstücke für den Unterricht werden immer noch gerne aufgeführt. Eine ausdrucksvolle, fließende Melodik und eine gekonnt kontrapunktische Verarbeitung, zusammen mit einer differenzierten klangvollen Harmonik kennzeichnen seine Werke, mit denen er den Vertretern der neuromantischen Münchner Tonschule zuzuordnen ist.

### Chormusik
- 6 zweistimmige lateinische kirchliche Gesänge op. 2
- 3 Ave Maria op. 23
- 150. Psalm für op. 28
- 5 Kommunionlieder op. 35
- Gebet für Deutschland zur Erinnerung an 1813 op. 38
- Was der Junikäfer sah op. 39,1
- Sei stille, mein Kind ein Kriegslied op. 39,2
- Sechs lateinische Gesänge op. 43
- Vier deutsche Gesänge zur stillen Messe nach Psalmversen für op. 46
- Frische Fahrt (Eichendorff) op. 47,1
- Wiegenlied in der heiligen Nacht  op. 47,2
- Wohlauf, ihr klein Waldvöglein op. 47,3
- Drei Gesänge op. 57
- Sieben zweistimmige Gesänge für Kinderstimmen op. 60
- Deklamation und Chöre zu einem Festakt op. 62
- Jubel- und Dankeshymne "Lobet Gott für sein Erbarmen" op. 62a
- Wir grüßen dich, Maria op. 63
- Fünf dreistimmige a cappella Lieder op. 64
- Deutscher Messgesang Herr erbarme Dich der Deinen op. 68
- Von Weihnacht bis Ostern, 5 Chöre für 3 Frauen- oder Knabenstimmen op. 72
- 3 Chöre nach Worten von Walther von der Vogelweide op. 73
- Suite über Studentenlieder op. 75
- Jubelhymne "Rausche mein Lied, empor zu dem Ewigen" op. 76
- Hymne an Deutschland op. 78
- "Bekenntnis" Dichtung von Karl Bröger op. 79b
- "Du sollst an Deutschlands Zukunft glauben" op. 79c
- Gebet "O Herr, lass unser Werk gelingen" op. 79d
- Deutsches Gebet op. 81
- Vier dreistimmige Männerchöre op. 87
- Deutsche Feier op. 93

### Lieder
- Kreuzfahrer-Lieder 3 Gedichte d. Hartmann von Aue op. 20
- 6 deutsche Kirchenlieder zum hl. Herzen Jesu op. 34
- 4 Duette für 2 Kinderstimmen op. 36
- 6 Deutsche Marienlieder op. 40
- In stiller Nacht ein Kriegsgebet op. 41
- "Fromm" nach Texten von Gustav Falke op. 44
- 6 zweistimmige Kinderlieder op. 50
- 5 Lieder nach Gedichten von Eichendorff  op. 55
- Fünf dreistimmige a cappella Lieder op. 64
- Ein Sträußlein einstimmiger Lieder mit Klavierbegleitung für Schule und Haus
- Am Königs-See
- Das Kränzlein - 42 kleine Lieder für Kindergarten, Schule u. Haus op. 74
- Wir sind Leben, sind Kampf, sind Stirn u. Faust op. 79a
- Heil Kaiser! 2 Kriegslieder
- "Jesus Christus, Gott und König"
- Heimatliebe nach Texten von Ignaz Griebl

### Messen
- Messe zu Ehren der heiligen Cäcilia
- Messe in Es zu Ehren des hl. Antonius
- Missa solemnis op. 4
- Messe zu Ehren d. heil. Ev. Markus op. 6
- Missa in honorem Sanctae Sophiae op. 9
- Missa in honorem S. Isidori op. 15
- Requiem op. 12

### Singspiele
- Weihnachtslegende da drüben steht ein winzig Haus
- Rumpelstilzchen ein Weihnachtsmärchenspiel in 3 Aufz. von Alois Buhl

### Instrumentalmusik
- Religiöse Symphonie für Militärorchester
- Wanderlust-Marsch
- 4 Orgel-Trios op. 11
- Aus meinem Skizzenbuch, 12 kleine Charakterstücke op. 26
- 4 religiöse Charakterstücke op. 31
- Passacaglia d-moll op. 56 für Orgel
- Geistliche Musik für Streichinstrumente und Orgel op. 67
- Concerto grosso in c-Moll für Streichorchester und Continuo op. 77

### Liederbücher
- Deutsche Singfibel für das 1. und 2. Schuljahr der Grundschule
- Singbüchlein für das 5. bis 8. Schuljahr der Volkshauptschule
- Aus deutschen Landen, Liederbuch für die höheren Unterrichtsanstalten für Mädchen, für Lehrerinnenbildungsanstalten und Singschulen

### Musiktheoretische Werke
- Abriss der Instrumentenkunde
- Kurzgefaßte Einführung in das Eitzsche Tonwort und seine unterrichtliche Verwendung